# SMNI
Sonshine Media Network International (SMNI), також відома під офіційною операційною назвою Swara Sug Media Corporation (SSMC), — це філіппінська телерадіокомпанія Царства Ісуса Христа (KJC) на чолі з філіппінським телеєвангелістом пастором Аполлоном С. Кіболоєм. Розташована в Давао та Макаті, вона керує мережею радіо- та телевізійних станцій.
Наразі він володіє та керує сестринським каналом (SMNI News Channel), мережа мовлення доступна через наземне мовлення на Філіппінах, а також через кабельне, супутникове та онлайн-потокове мовлення по всьому світу. Мережа зараз володіє та керує двома телевізійними мережами, де головна провідна станція, розташована в місті Давао, забезпечує безперервне цілодобове обслуговування через регулярне повторення дюжини власно створених програм Королівства англійською, філіппінською та десятками іноземних мов. з новинами, громадськими справами, громадськими послугами, інформаційно-розважальними, спортивними та розважальними програмами. З іншого боку, дочірній канал мережі SMNI News Channel, що базується в Макаті, головним чином забезпечує поточне висвітлення новин і програми зв’язків із громадськістю, які транслюються виключно у форматі цифрового телебачення в Метро Маніла, Метро Давао, Бенге та Кагаян де Оро. Також підтримує мережу радіостанцій під брендом SSMC «Sonshine Radio».
Наприкінці 2003 року уряд Філіппін отримав ліцензію на трансляцію семи аналогових безкоштовних телеканалів у ключових містах країни. Він також має два цифрові наземні канали в метро Маніла та метро Давао.
21 грудня 2023 року Національна комісія з телекомунікацій (NTC) у відповідь на резолюцію Палати представників оголосила, оголосив, що двома днями раніше він видав наказ про призупинення на 30 днів трансляційних операцій SMNI за ймовірні порушення його франшизи, а також наказ про показову причину проти медіа-мережі, даючи їм 15 днів з моменту отримання наказу надати пояснення, чому не підлягає адміністративному стягненню. Пізніше SMNI подала клопотання, закликаючи трьох посадових осіб НТК заблокувати її адміністративну справу через уявну упередженість, та просити NTC конкретизувати та деталізувати їхні порушення; в останньому запиті було відмовлено. 22 січня 2024 року NTC призупинив безстрокове призупинення через невиконання мережею попереднього розпорядження.
На момент видання першого наказу мережа налічувала 13 радіостанцій (10 в AM, три в FM), 14 телевізійних станцій і 22 цифрових ефірних телевізійних станції.